# Mistrovství světa v házené žen o 11 hráčích 1949
1. mistrovství světa  v házené žen o jedenácti hráčích proběhlo ve dnech 25. – 28. září v Maďarsku.
Mistrovství se zúčastnila čtyři mužstva. Hrálo se v jedné skupině systémem každý s každým. Mistrem světa se stal tým Maďarska.

## Výsledky a tabulka
|    |          | HUN | AUT | TCH | FRA | V | R | P | Skóre | B |
| 1. | Maďarsko | *** | 7:2 | 4:1 | 7:3 | 3 | 0 | 0 | 18:6  | 6 |
| 2. | Rakousko | 2:7 | *** | 3:2 | 8:1 | 2 | 0 | 1 | 13:10 | 4 |
| 3. | ČSR      | 1:4 | 2:3 | *** | 4:2 | 1 | 0 | 2 | 7:9   | 2 |
| 4. | Francie  | 3:7 | 1:8 | 2:4 | *** | 0 | 0 | 3 | 6:19  | 0 |

 Maďarsko –  Rakousko 7:2
25. září 1949 – Budapešť
 Československo –  Francie 4:2
25. září 1949 – Budapešť
 Maďarsko –  Československo 4:1
26. září 1949 – Budapešť
 Rakousko –  Francie 8:1
26. září 1949 – Budapešť
 Maďarsko –  Francie 7:3
28. září 1949 – Budapešť
 Rakousko –  Československo 3:2
28. září 1949 – Budapešť

## Soupisky[1]
1.  Maďarsko
| - Judit Balázs - Jenöné Bártfay - Heevig Gorencz - Ilona Hamori - Gézáné Kardos | - Márta Kerezsi - Magda Kiss - Katalin Lavrinetz - Maria Lestak - Maria Molnar | - Margit Solymosi-Szloska - Edit Somlai - Lászlóné Szengovszky - Andorné Várady |

2.  Rakousko
| - Hermine Bauma - Hertha Behaczek - Alice Chvosta - Herta Czech - Herma Drapella | - Mimi Hausner - Anni Hösch - Margarete Iwan - Herma Jantsch - Gertrude Lechner | - Anna Musil - Margarete Navratil - Martha Ocwirk - Grete Sulzbacher - Elli Zaworka |